# Venusfigurinen von Saraisk

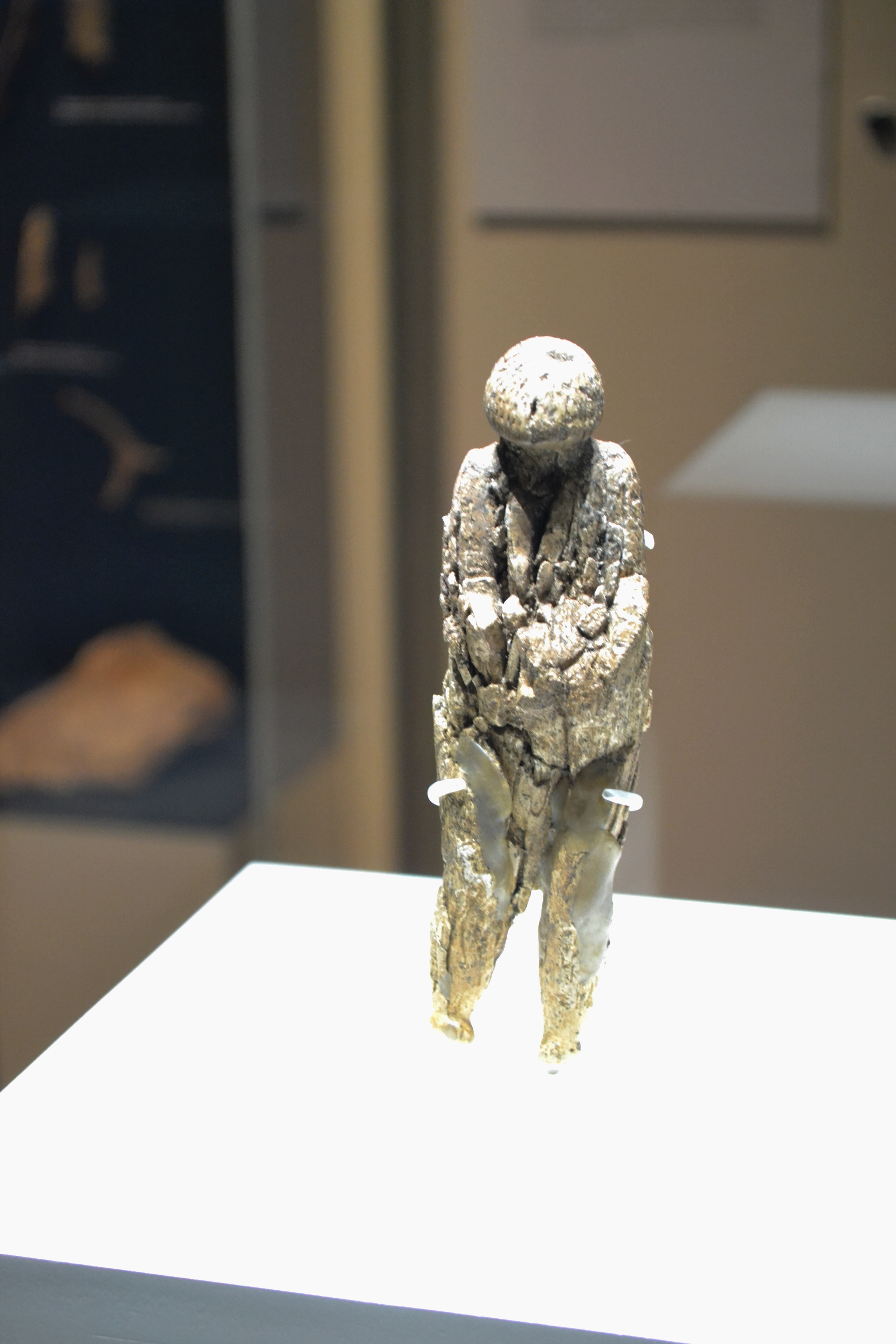
Venusfigurine Nr. 1 von Saraisk

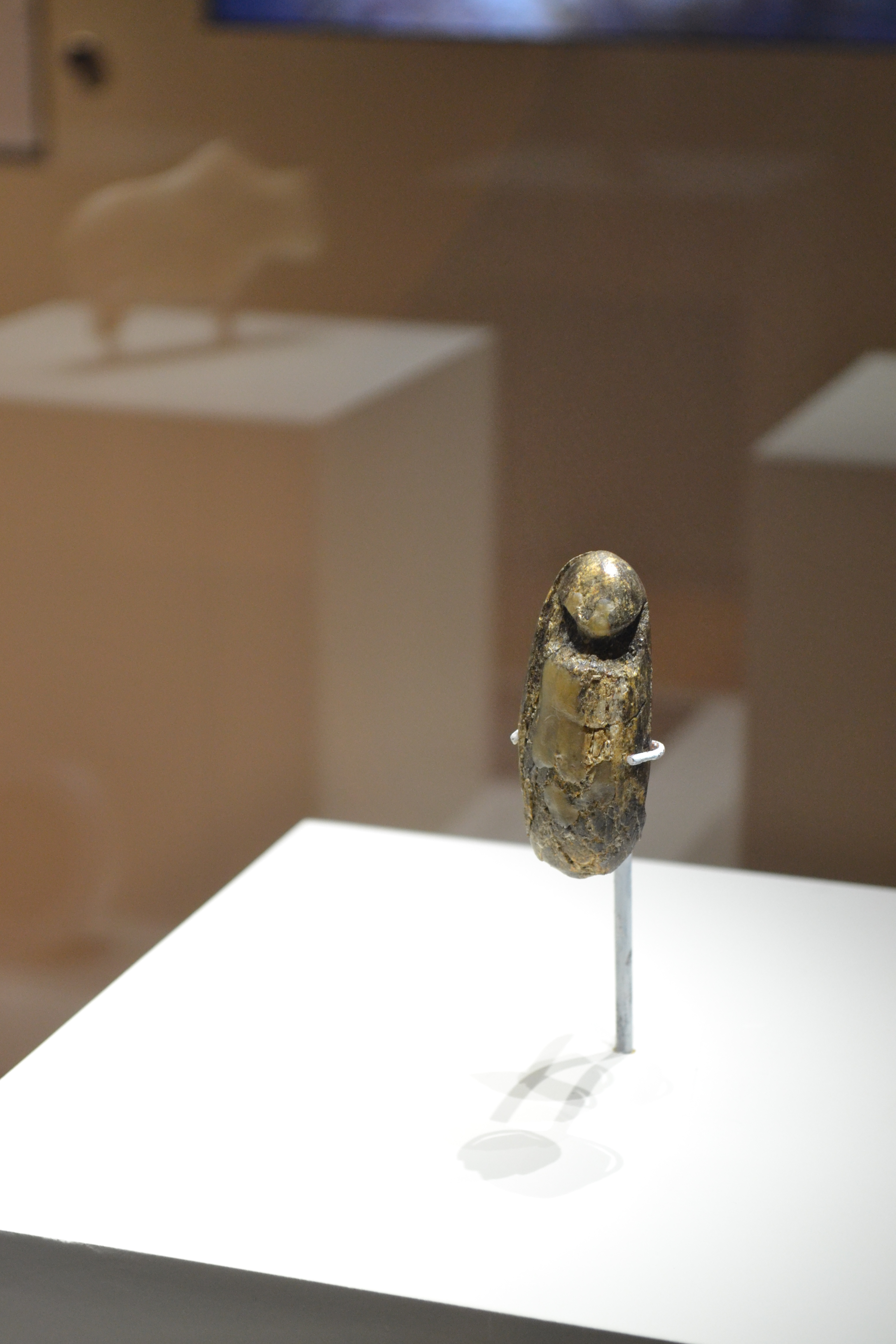
Venusfigurine Nr. 2 von Saraisk

Die Venusfigurinen von Saraisk sind zwei steinzeitliche Darstellungen des weiblichen Körpers. Sie bestehen beide aus Elfenbein. Das Alter der Venusfigurinen wird mit 22 000 bis 16 000 Jahren angegeben; sie stammen somit aus dem Gravettien.
Die Skulpturen wurden 2005 von Hizri Amirkhanov and Sergey Lev entdeckt. Funde aus der Ausgrabungsstelle Saraisk weisen Merkmale sowohl der Awdejevo-Kultur (vgl. Venusfigurinen von Awdejewo) als auch der Kostjonki-Kultur (vgl. Venusfigurinen von Kostjonki) auf. Die Skulpturen werden im Museum Saraiski Kreml (Зарайский кремль) bei Moskau aufbewahrt.
Die sogenannte Figurine Nr. 1 ist 16,6 cm hoch. Sie stellt einen weiblichen Körper dar ohne eine Gestaltung des Gesichts; eine Frisur ist durch kurze Einkerbungen angedeutet. Die Beine sind separiert. Vermutlich ist die Frau als schwanger dargestellt. Die Figurine Nr. 2 ist nicht vollendet und 7,4 cm hoch. Beide Figurinen wurden nahe beieinander gefunden, beide waren jeweils bedeckt von den Schulterblättern von Mammuts. Beide Figurinen waren in feinen Sand gebettet und jeweils in der unmittelbaren Nähe des Kopfes war eine Fläche mit rotem Ocker bestreut.
Der Fundort liegt bei Saraisk (russisch Зара́йск), einer Stadt in Russland in der Oblast Moskau, 162 Kilometer südöstlich von Moskau am Ossjotr, einem Nebenfluss der Oka.